# روديك كريم بخش
روديك كريم بخش (بالفارسية: رودیک کریم‌بخش) هي قرية تقع في قسم نغور الريفي (مقاطعة تشابهار) في إيران. يقدر عدد سكانها بـ 524 نسمة بحسب إحصاء 2016.